# Thorleif Lund
Thorleif Brinck Lund (* 7. Juni 1880 in Stavanger, Norwegen; † 30. Juni 1956 in Gentofte, Dänemark) war ein norwegischer Theater- und Filmschauspieler mit kurzer Karriere beim dänischen Stummfilm der 1910er Jahre.

## Leben und Wirken

### Die frühen Jahre am Theater
Der Sohn des Bezirksarztes Hans Geelmuyden Lund (1845–1912) und dessen Ehefrau Bertella Karen Lauritza Bertelsen (1852–1935) wurde zwar in Stavanger geboren, machte aber 1895 seinen Abschluss an der Giertsen-Schule in Oslo. Nachdem er die Handelsschule von Treider durchlaufen hatte, übernahm er Bürojobs in Stavanger (1897–1899), Hamburg (1899–1900) und erneut in Stavanger, bis er 1902 sein eigenes Geschäft aufmachte. 1904 entschied sich Lund jedoch für die Bühnenschauspielerei und gab 1905 seinen Einstand, hatte Rollen am Nationaltheater in Oslo mit dem Part des Kaksesønnen in Sigurd Eldegards Stück Fossegrimen. In derselben Spielzeit trat er auch am Centraltheater in Oslo auf. 1907 ging er mit Franz Lehárs Die lustige Witwe auf Tournee und reüssierte als Graf Danilo. Es folgten von 1908 bis 1913 fünf Spielzeiten an der Nationale Scene von Bergen. 

### Erfolge beim dänischen Stummfilm
Nach einigen Studienreisen und Tourneen, die ihn nach Paris, Berlin und Kopenhagen führten, ließ sich Lund 1913 in der dänischen Hauptstadt nieder und begann dort zu filmen. Seit 1914 von der Nordisk Film angestellt, wurde er in den kommenden drei Jahren mit unterschiedlich großen Rollen in etwa 35 Stummfilmproduktionen besetzt. Seine bedeutendste Produktion wurde der frühe Katastrophen- und Science-Fiction-Klassiker Das jüngste Gericht, wo man Thorleif Lund an der Seite von Olaf Fønss als Minenarbeiter Flint sehen konnte. Ebenfalls 1916 erhielt er die zweite männliche Hauptrolle (nach Gunnar Tolnæs als Maharadscha) des Oberst von Langen in dem exotischen Abenteuerstoff Die Lieblingsfrau des Maharadscha, einem veritablen Publikumshit. Auch Lunds andere Rollen waren zumeist angesehene bis gravitätische Personen; so spielte er Ingenieure, Direktoren, Staatsanwälte, Bankiers und Professoren.

### Ende der Schauspieltätigkeit
Der Erste Weltkrieg bedeutete angesichts des Wegbrechens diverser ausländischer Filmmärkte reichlich Ungemach für die Nordisk, sodass Dänemarks größte Produktionsfirma sich im September 1917 gezwungen sah, etwa 50 festangestellte Schauspieler, darunter auch Thorleif Lund, zu entlassen. Daraufhin unternahmen im selben Jahr er und seine zweite Ehefrau (seit 1915), die Schauspielerin und Nordisk-Star Ebba Thomsen (auch Partnerin in Das jüngste Gericht) gemeinsam mit anderen ehemaligen Nordisk-Darstellern wie Philip Bech, Alma Hinding und Birger von Cotta-Schønberg, eine Theatertournee durch Norwegen und Schweden, der jedoch kein großer Erfolg beschieden war. Thorleif Lund blieb noch bis 1919 regelmäßig filmisch aktiv, dann beendete er seine Tätigkeit vor der Kamera. Nach dem Ende seiner Filmkarriere kehrte er mit dem Grafen Danilo 1922 noch einmal auf eine Bühne, der Nationalen Scene von Bergen, zurück. Anschließend beendete Thorleif Lund seine Karriere als Schauspieler.

### Die späten Jahre
Zwischenzeitlich (1921) hatte Lund eine berufliche Neuorientierung vorgenommen und machte sich in Kopenhagen selbstständig. Er arbeitete sieben Jahre lang als Buchhalter und Geschäftsführer in einem Produktionsunternehmen, bis er Prokurist und später Werbeleiter in der Kaufhauskette Magasin du Nord wurde. Dort arbeitete er die nächsten elf Jahre. 1939 stieg der frühere Schauspieler zum Direktor einer Handschuhfabrik auf. Thorleif Lund, der in erster Ehe (seit 1908) mit der Malerin Janna Lange Kielland Holm verheiratet gewesen war, starb kurz nach seinem 76. Geburtstag und wurde auf dem Friedhof von Gentofte begraben.

## Filmografie
- 1913: Die Toteninsel (De Dødes Ø)
- 1913: Die schwarze Bande (Den sorte Bande)
- 1914: Die goldenen Hörner (Guldhornene)
- 1914: Eine Seemannsbraut (En Sømandsbrud)
- 1914: Rafael, der Zigeuner / Wildfeuer (Zigeuneren Raphael)
- 1914: Die Schwerter heraus (Mit Fædreland, min Kærlighed)
- 1915: I Farens Stund
- 1915: Det evige Had
- 1915: En Skæbne
- 1916: Das jüngste Gericht (Verdens undergang)
- 1916: For sin Dreng
- 1916: Rovedderkoppen
- 1916: Giftpilen
- 1916: Die Lieblingsfrau des Maharadscha (Maharadjahens Yndlingshustru I)
- 1917: Pengenes Magt
- 1917: Das Geheimnis des Gebirgshofes / Das Haus am Abgrund (Fjeldpigen)
- 1917: Synd skal sones
- 1917: Der tote Automobilist (Favoriten)
- 1917: Das Buch der Tränen (Brændte Vinger)
- 1918: Das Geheimnis der Sphinx (Sfinxens Hemmelighed)
- 1918: Lykketyven
- 1918: Der grüne Käfer (Den grønne Bille)
- 1918: Eine Gefahr für die Gesellschaft / Die Flucht vor der Liebe (En Fare for Samfundet)
- 1919: Stakkels Karin
- 1919: Die Sonnenkinder (Solskinsbørnene)
- 1919: Republikaneren (UA: 1923)